# Саболч Мезей
Саболч Мезей (угор. Mezei Szabolcs, нар. 18 жовтня 2000, Бекешчаба) — угорський футболіст, півзахисник клубу «Пакш». Виступав також за клуб МТК (Будапешт) і «Бекешчаба». Дворазовий володар Кубка Угорщини.

## Клубна кар'єра
Саболч Мезей народився 2000 року в місті Бекешчаба, та є вихованцем футбольної школи клубу МТК. У 2018 році будапештський клуб віддав Мезея в річну оренду до клубу «Бекешчаба», після якої повернувся до клубу МТК, у якому грав до 2023 року.
З 2023 року Саболч Мезей став гравцем клубу «Пакш». У складі команди в сезонах 2023—2024 і 2024—2025 років футболіст став володарем Кубка Угорщини.

## Виступи за збірну
Протягом 2020—2022 років Саболч Мезей грав у складі молодіжної збірної Угорщини. На молодіжному рівні зіграв у 7 офіційних матчах.

## Титули і досягнення
- Володар Кубка Угорщини (2):

«Пакш»: 2023–2024, 2024–2025